# Sheboygan Red Skins 1942-1943
La stagione 1942-43 degli Sheboygan Red Skins fu la 5ª nella NBL per la franchigia.
Gli Sheboygan Red Skins arrivarono secondi nella regular season con un record di 12-11. Nei play-off vinsero la semifinale con gli Oshkosh All-Stars (2-0), vincendo poi il titolo battendo nella finale NBL i Fort Wayne Zollner Pistons (2-1).

## Roster
| N° | Naz.                   | Ruolo | Sportivo            | Anno | Alt. | Peso |
| -- | ---------------------- | ----- | ------------------- | ---- | ---- | ---- |
|    | Stati Uniti (bandiera) | AC    | Ed Dancker          | 1914 | 201  | 91   |
|    | Stati Uniti (bandiera) | GA    | Rube Lautenschlager | 1915 | 191  | 86   |
|    | Stati Uniti (bandiera) | AC    | Ken Buehler         | 1919 | 188  | 82   |
|    | Stati Uniti (bandiera) | G     | Ken Suesens         | 1916 | 185  | 79   |
|    | Stati Uniti (bandiera) | A     | Bob Schwartz        | 1919 | 191  |      |
|    | Stati Uniti (bandiera) | GA    | Bill McDonald       | 1916 | 191  | 86   |
|    | Stati Uniti (bandiera) | G     | Buddy Jeannette     | 1917 | 180  | 79   |
|    | Stati Uniti (bandiera) | G     | Eddie Sadowski      | 1915 | 178  | 79   |
|    | Stati Uniti (bandiera) | GA    | Bob Regh            | 1912 | 188  |      |
|    | Stati Uniti (bandiera) | C     | George Jablonski    | 1919 | 201  | 98   |
|    | Stati Uniti (bandiera) | AC    | Erwin Graf          | 1917 | 191  | 91   |
|    | Stati Uniti (bandiera) | AC    | Warren Schrage      | 1920 | 196  | 86   |
|    | Stati Uniti (bandiera) | A     | Pete Lalich         | 1920 | 188  | 86   |
|    | Stati Uniti (bandiera) | GA    | Dick Schulz         | 1917 | 188  | 87   |
|    | Stati Uniti (bandiera) | G     | Joel Mason          | 1912 | 183  | 88   |

## Staff tecnico
- Allenatore: Carl Roth